# Peștera Răteiului
Peștera Răteiului (monument al naturii) este o arie protejată de interes național ce corespunde categoriei a III-a IUCN (rezervație naturală de tip speologic) situată în județul Dâmbovița, pe teritoriul administrativ al comunei Moroeni.

## Localizare
Aria naturală cunoscută și sub denumirea de Peștera de la Izvorul Răteiului se află în extremitatea nordică a județului Dâmbovița (aproape de limita teritorială cu județul Argeș), în Munții Bucegi (în partea sudică a Munților Leaota), în versantul drept al pârâului Rătei, unul din afluenții de dreapta al râului Ialomița.

## Descriere
Rezervația naturală înclusă în Parcul Natural Bucegi a fost declarată arie protejată prin Legea Nr.5 din 6 martie 2000 (privind aprobarea Planului de amenajare a teritoriului național - Secțiunea a III-a - zone protejate) și reprezintă o peșteră (cavernă săpată în calcare Jurasice) în abruptul văii Răteiului, constituită din mai multe galerii cotite (Galeria cu Gururi, Galeria Meandrelor, Galeria Nouă, Labirintul Mare) dispuse pe trei niveluri, ce prezintă o mare varietate de forme concreționare (depuneri sedimentare de gipsuri, calcite și aragonite).